# 马林凤
马林凤（1947年—），山西忻州人，汉族，中华人民共和国政治人物、第十一届全国人民代表大会山西地区代表。
毕业于山西大学化学系。担任忻州市人大副主任。2008年起担任全国人大代表。